# Liste der Biografien/Ys
Liste der Biografien |
Portal Biografien |
Personensuche
# |
A |
B |
C |
D |
E |
F |
G |
H |
I |
J |
K |
L |
M |
N |
O |
P |
Q |
R |
S |
T |
U |
V |
W |
X |
Y |
Z |
?
 
Ya |
Yb |
Yc |
Yd |
Ye |
Yf |
Yg |
Yh |
Yi |
Yk |
Yl |
Ym |
Yn |
Yo |
Yp |
Yr |
Ys |
Yt |
Yu |
Yv |
Yw |
Yx |
Yz
Die Liste der Biografien führt alle Personen auf, die in der deutschsprachigen Wikipedia einen Artikel haben. Dieses ist eine Teilliste mit 43 Einträgen von Personen, deren Namen mit den Buchstaben „Ys“ beginnt.

## Ys
- Ys, Etienne (* 1962), niederländischer Politiker der Niederländischen Antillen

### Ysa
- Ysaÿe, Eugène (1858–1931), belgischer Violinist und KomponistEugène Ysaÿe (1858–1931)

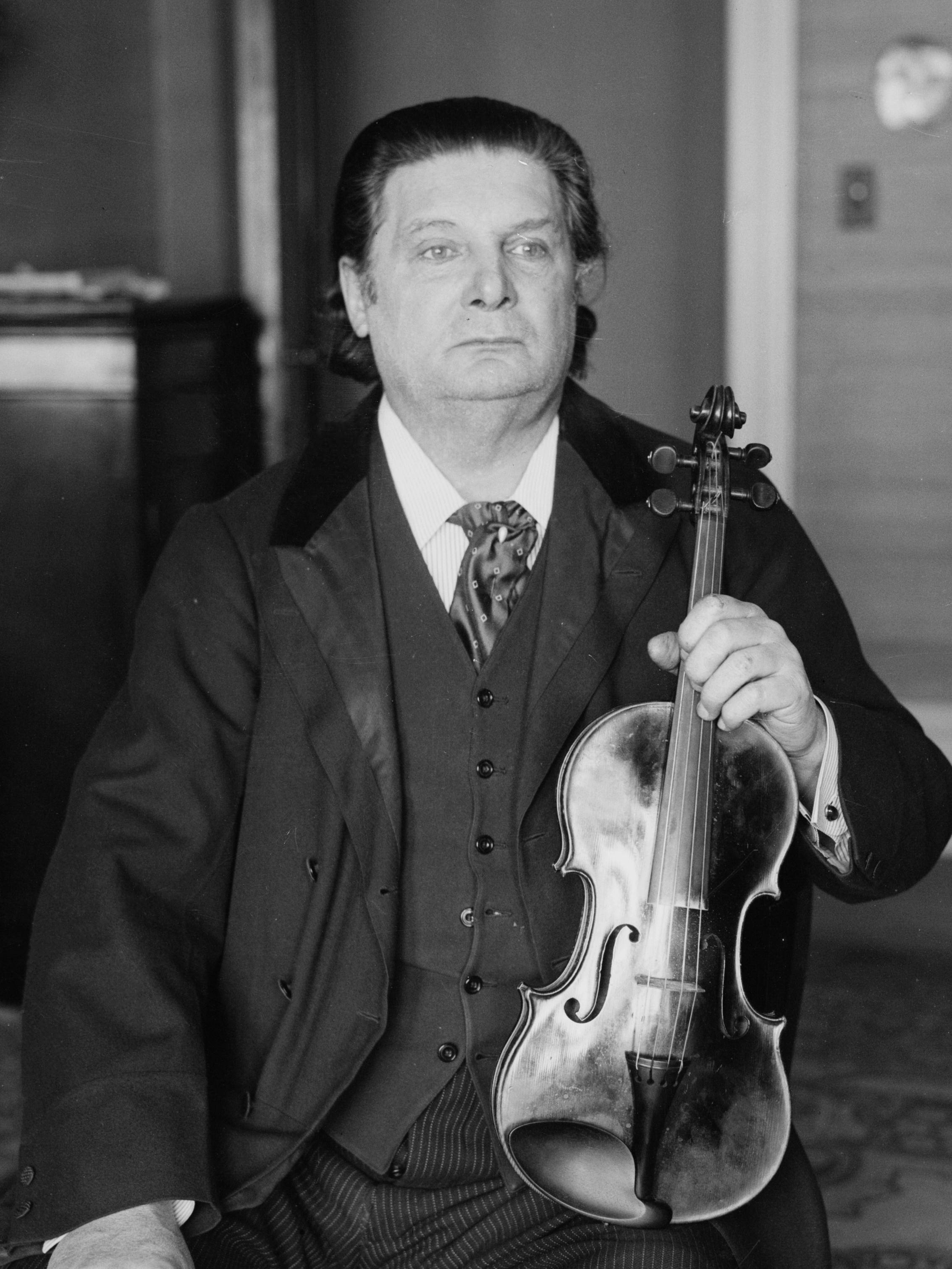
Eugène Ysaÿe (1858–1931)

- Ysaÿe, Théo (1865–1918), belgischer Pianist und Komponist

### Ysb
- Ysbert, Carlos (* 1956), spanischer Schauspieler und Synchronsprecher

### Yse
- Ysebaert, Paul (* 1966), kanadischer Eishockeyspieler
- Yselin, Heinrich († 1513), deutscher Bildhauer der Spätgotik
- Ysenburg und Büdingen in Meerholz, Carl zu (1819–1900), hessischer Standesherr und Parlamentarier
- Ysenburg und Büdingen in Philippseich, Georg zu (1794–1875), Generalleutnant und Abgeordneter
- Ysenburg und Büdingen in Philippseich, Heinrich Ferdinand zu (1770–1838), deutscher Standesherr und Abgeordneter
- Ysenburg und Büdingen, Bruno zu (1837–1906), 3. Fürst zu Ysingen und Büdingen
- Ysenburg und Büdingen, Carl zu (1875–1941), deutscher Kapitän zur See der Kaiserlichen Marine und Chef des Hauses Ysenburg und Büdingen
- Ysenburg und Büdingen, Ernst Casimir II. zu (1806–1861), Zweiter Fürst zu Ysenburg und Büdingen
- Ysenburg und Büdingen, Ernst Casimir zu (1687–1749), Regent und Verkünder des Toleranzediktes (1712)
- Ysenburg und Büdingen, Friedrich Wilhelm zu (1850–1933), deutscher Standesherr
- Ysenburg und Büdingen, Georg August zu (1741–1822), königlich bayerischer General
- Ysenburg und Büdingen, Gustav zu (1813–1883), preußischer Diplomat und Generalleutnant
- Ysenburg und Büdingen, Otto Friedrich zu (1904–1990), deutscher Adliger, Chef des Hauses Ysenburg
- Ysenburg und Büdingen, Wolfgang zu (1877–1920), 4. Fürst zu Ysingen und Büdingen
- Ysenburg und Büdingen, Wolfgang-Ernst zu (* 1936), deutscher Adelsnachkomme; Chef des Hauses Ysenburg
- Ysenburg und Büdingen-Meerholz, Friedrich zu (1847–1889), hessischer Standesherr und Parlamentarier
- Ysenburg und Büdingen-Meerholz, Gustav zu (1863–1929), hessischer Standesherr und Parlamentarier
- Ysenburg und Büdingen-Philippseich, Georg zu (1840–1904), deutscher Verwaltungsbeamter
- Ysenburg-Büdingen in Wächtersbach, Ferdinand Maximilian I. (1661–1703), Begründer der Wächtersbacher Linie der Ysenburger
- Ysenburg-Büdingen, Adolf zu (1795–1859), deutscher Standesherr und Abgeordneter
- Ysenburg-Büdingen, Ferdinand Maximilian zu (1824–1903), deutscher Standesherr
- Ysenburg-Büdingen, Ludwig Maximilian zu (1741–1805), deutscher regierender Graf von Ysenburg-Büdingen-Wächtersbach
- Ysenburg-Büdingen, Ludwig Maximilian zu (1791–1821), deutscher Standesherr und Abgeordneter
- Ysenburg-Büdingen-Meerholz, Karl zu (1763–1832), Abgeordneter der kurhessischen Ständeversammlung
- Ysenburg-Philippseich, Ferdinand zu (1832–1893), preußischer Generalmajor
- Ysenburg-Philippseich, Ludwig von (1815–1889), bayerischer Generalleutnant und Kommandant von München
- Ysenburg-Ronneburg, Wolfgang von (1533–1597), deutscher Graf
- Ysendyck, Antoon Van (1801–1875), belgischer Genre-, Porträt- und Historienmaler
- Ysern de Arce, Juan Luis (* 1930), spanischer Geistlicher und römisch-katholischer Bischof von San Carlos de Ancud
- Yseult (* 1994), französisches Model und Singer-Songwriterin

### Ysk
- Ysker, Martina (* 1977), deutsche Schauspielerin

### Ysl
- Yslaire (* 1957), belgischer Comiczeichner
- Ysland, Anne Dorthe (* 2002), norwegische Radrennfahrerin
- Yslas-Yent, Katy (1942–2003), US-amerikanische Politikerin

### Ysq
- Ysqaqow, Bolat (* 1947), kasachischer Politiker

### Yss
- Yssaad, Yannis (* 1993), französischer Straßenradrennfahrer
- Yssel, A. G. C. (1936–1990), namibischer Prediger und Politiker
- Ysselstyn, Cornelius (1904–1979), kanadischer Cellist und Musikpädagoge niederländischer Herkunft

### Yst
- Yström, Helmut (1881–1963), deutscher Politiker (CDU), MdBB, Polizeipräsident und Bremer Senator